# Rivière Leman
Pour les articles homonymes, voir Leman.
La rivière Leman est un affluent de la rivière Betsiamites, coulant dans le territoire non organisé de Lac-au-Brochet, dans la municipalité régionale de comté (MRC) de la Haute-Côte-Nord, dans la région administrative de la Côte-Nord, dans la Province de Québec, au Canada.
La route 385 qui relie Forestville et Labrieville, longe un segment du cours de la rivière Leman. Cette route est rattachée vers le sud-ouest à la route 138 (à Forestville) qui longe la rive nord-ouest du fleuve Saint-Laurent. Plusieurs routes forestières ont été aménagées dans le secteur de la rivière Leman, surtout pour les besoins de la foresterie,.
La foresterie constitue la principale activité économique du secteur ; les activités récréotouristiques, en second.
La surface de la rivière Leman est habituellement gelée de la fin novembre au début avril, toutefois la circulation sécuritaire sur la glace se fait généralement de la mi-décembre à la fin mars.

## Géographie
La rivière Leman prend sa source à l’embouchure du lac Leman (longueur: 2,7 km; altitude: 386 m), situé dans le territoire non organisé du Lac-au-Brochet. Ce lac est situé à:
- 32,9 km à l'ouest du barrage de la Centrale Bersimis-2;
- 80,6 km à l'ouest de l’embouchure de la rivière Betsiamites (confluence avec le fleuve Saint-Laurent);
- 70,5 km au nord-ouest du centre-ville de Forestville[2],[4].

À partir du lac Leman, la rivière Leman coule sur 15 km, entièrement en zone forestière, selon les segments suivants:
- 1,1 km vers le nord, puis vers l'ouest, jusqu’à un coude de rivière correspondant à un ruisseau (venant de l'ouest) lequel draine un ensemble de lacs dont Brigitte, Bardot, Mikita, Hillman, Beauchamp et Murphy;
- 4,0 km vers le nord-est jusqu’à un coude de rivière, correspondant à la décharge (venant du nord-ouest) du lac Jars. Note: ce segment du cours de la rivière correspond à la limite Est de la Zec de Labrieville;
- 3,8 km vers l'est jusqu’à la route 385 laquelle relie Labrieville à Forestville, en formant une courbe vers le sud pour contourner une montagne dont le sommet est de 442 m;
- 2,3 km vers le sud-est en longeant du côté nord-est la route 385, jusqu’à un coude de rivière;
- 3,9 km vers le nord-est, puis vers le nord, en recueillant le ruisseau Verret (venant du sud), la décharge (venant du sud-est) du lac Tonton et la décharge (venant du sud-est) du lac Melchior, jusqu’à son embouchure[2].

La rivière Leman se déverse sur la rive sud de la rivière Betsiamites à 5,8 km en amont, dans le territoire non organisé de Lac-au-Brochet.
Cette confluence est située à:
- 20,0 km à l'ouest du barrage de la Centrale Bersimis-2;
- 6,2 km à l'est du centre du village de Labrieville;
- 22,6 km à l'ouest du centre du village de Labrieville-Sud;
- 65,7 km au nord-ouest du centre-ville de Forestville;
- 69,3 km à l'ouest de l'embouchure de la rivière Betsiamites;
- 97,6 km au sud-est du centre-ville de Baie-Comeau[2]

## Toponymie
Jadis, ce cours d’eau était désigné lac Duplain. Le terme « Leman » constitue un patronyme de famille d’origine française.
Le toponyme de « rivière Leman » a été officialisé le 5 décembre 1968 à la Banque des noms de lieux de la Commission de toponymie du Québec.